# Lobsang Tenpey Gyaltsen (Ling rinpoche)
Lobsang Tenpe Gyaltsen (Lingtsang, 1791 - 1810) was een Tibetaans geestelijke. Hij was de derde Ling rinpoche, een invloedrijke tulkulinie in Kham in oostelijk Tibet die verschillende Ganden tripa's en leraren van de dalai lama voortbracht.
Hij kwam uit Lingtsang, een klein koninkrijk ten noordoosten van Derge. Op jonge leeftijd vertrok hij naar Lhasa en studeerde daar in het Tibetaanse klooster Ling Khangtsen en aan het college Loseling van de kloosteruniversiteit Drepung Loseling. Later vertrok hij ondanks zijn tulku-erkenning naar het klooster Pälden Gomang. Nog tijdens zijn studie, op twintigjarige leeftijd overleed hij.